# Kościół Jezusowy w Cieszynie
Kościół Jezusowy w Cieszynie – największy ewangelicki kościół w diecezji cieszyńskiej i w Polsce. Powstał jako Kościół łaski na mocy ugody altransztadzkiej zawartej między luterańskim królem szwedzkim Karolem XII a katolickim cesarzem Józefem I Habsburgiem
W kościele znajduje się 3,5 tysiąca miejsc siedzących, ogółem jednak może on pomieścić około 7 tysięcy osób. Nazywany bywa też „Kościołem Matką” i to nie tylko na Śląsku Cieszyńskim, jako że przez kilkadziesiąt lat po powstaniu był jedynym kościołem luterańskim w promieniu ponad siedemdziesięciu kilometrów, do którego na nabożeństwa uczęszczali wierni z przyległych okolic Moraw, Śląska Opawskiego i innych części Górnego Śląska, jak również z okolic zagranicznej Białej w Królestwie Polski.

## Rys historyczny
Na Śląsku Cieszyńskim mieszka największa populacja luteran w Polsce i w Czechach (w samej diecezji cieszyńskiej jest ok. 36 tys. wiernych na łączną sumę ok. 60 tys. w Polsce). Już za czasów działalności Marcina Lutra, książę Księstwa cieszyńskiego – Kazimierz II sprzyjał reformacji, a jego wnuk: Wacław III Adam po obraniu władzy w 1545 r. pozwolił jej wręcz „kwitnąć” przyczyniając się do rozwoju tego wyznania w Księstwie. Decyzja ta nie wzbudziła fali protestów wśród poddanych, szybko znalazła swoje poparcie wśród szlachty, później chłopstwa i mieszczaństwa, a nawet sporej części duchowieństwa. Aby ustabilizować sytuację książę wydał „Porządki kościelne”.
Początki kontrreformacji miały miejsce za panowania syna Wacława III Adama: Adama Wacława, który w 1611 r. dokonał konwersji na katolicyzm, wypędził najbardziej aktywnych duchownych i odebrał kościoły w Cieszynie, Orłowej, Skoczowie i Strumieniu. Jednak prześladowania ewangelików za panowania Piastów, aż do ostatniej ich przedstawicielki Elżbiety Lukrecji były nieporównywalnie mniejsze od tych z czasów objęcia władzy przez wiedeńskich władców. W początkowym okresie panowania Habsburgów, czyli od 1654 do 1709 roku odebrano luteranom wszystkie kościoły, zakazano odprawiania nabożeństw i skonfiskowano Biblie i książki religijne. Jednak wiara luteran przetrwała, gdyż silnie zakorzeniła się wśród lokalnego ludu odprawiano potajemnie nabożeństwa w Beskidach, jak na Równicy i Małej Czantorii, część osób uciekła do bardziej tolerancyjnego Bielska i na ziemię żywiecką.
Sytuacja poprawiła się po podpisaniu ugody altransztadzkiej przez Józefa I i Karola XII w 1707 r. Ugoda ta pozwoliła na wybudowanie ewangelikom na Śląsku sześciu „kościołów łaski”, w tym Kościoła Jezusowego w Cieszynie (poza nim jeszcze w Żaganiu, Kożuchówie, Jeleniej Górze, Kamiennej Górze i Miliczu; jako świątynia ewangelicka do dziś przetrwał tylko cieszyński kościół łaski). Głównymi fundatorami budowy tegoż zboru byli: Erdmann II Promnic z Pszczyny, Juliusz Gotlieb Sunnegh z Bielska Wacław Ludwik von Henckel z Bogumina. Liczbę ewangelików należących do zboru cieszyńskiego w chwili powstania szacuje się na około 50 tysięcy. Mimo tego, że parafia terytorialnie obejmowała tak duży obszar, w każdą niedzielę i święta organizowanych było pięć nabożeństw, podczas których kościół zawsze był pełen ludzi. W latach 1709–1730 Kościół Jezusowy został ważnym ośrodkiem pietyzmu i oraz bezpośrednio lub pośrednio oddziaływał na życie religijne kościołów wielu narodów. W 1781 r. cesarz Józef II wydał „Patent tolerancyjny”, przez co zezwolił luteranom, ewangelikom reformowanym i prawosławnym praktykowania własnego wyznania. Dzięki Wiośnie Ludów z lat 1848–1849 zostały zrównane prawa luteran z prawami katolików jako jednostek. Podstawę prawnego bytu Kościoła ewangelickiego w Austrii stanowił „Patent Protestancki” wydany w 1861 r. przez cesarza Franciszka Józefa I.

## Budowa kościoła
Gdy tylko miejscowi luteranie dowiedzieli się o zezwoleniu na budowę kościoła łaski w Cieszynie, rozpoczęli poszukiwania terenu pod jego budowę. Wybór padł na przedmiejskie ogrody koło Wyższej Bramy, należało jeszcze poczekać na ostateczne zezwolenie. Stało się to za sprawą cesarskiego wysłannika, hrabiego Jerzego Zinzendorfa w dniu 24 maja 1709 r. Kamień węgielny położono 13 października 1710. Początkowo „podmieniano” tylko na prędko zbudowany kościół drewniany (który służył jeszcze 13 lat) na murowany pod kierownictwem opawskiego architekta Jana Haüsruckera. Ukończenie zajęło kilkanaście lat, dzisiejszy, prawie w ogóle niezmieniony, kształt kościół przybrał po dobudowaniu wieży (również po uzyskaniu specjalnego zezwolenia) w 1772 r. Gdy kościół w końcu został wybudowany, był wówczas jedynym kościołem ewangelickim na Górnym Śląsku.

### Architektura
Budynek jest przedstawicielem późnego baroku austriackiego. Jest to pięcionawowa bazylika na planie krzyża greckiego, z półkolistym prezbiterium i dwuspadowym dachem z lukarnami. Fasada złożona jest z kurtynowej ściany szczytowej z wieżą na osi – taka formuła fasady znana jest w architekturze śląskiej od końca XVII wieku. W ryzalicie 75 metrowej wieży znajduje się dzwonnica pokryta cebulastym, zielonkawym dachem, najwyżej znajduje się bania z krzyżem. W dzwonnicy znajdują się także 3 dzwony z 1922 roku. Wejście do kościoła uwieńczone jest portalem z reliefem Baranka. Kościół składa się z szerokiej nawy głównej oraz niskich naw bocznych, nad którymi wznoszą się trzy piętra empor o ciężkich półkolistych łukach otwierających się do wnętrza (zwane w Cieszynie pawłaczami). Występuje tutaj charakterystyczne dla protestanckiej architektury dośrodkowe ustawienie ław wraz z emporami, co sprawia, że cała przestrzeń kościoła ma wyraźne dośrodkowe ukierunkowanie. Związane jest to z najważniejszą częścią nabożeństwa ewangelickiego, czyli Zwiastowaniem Słowa Bożego, stąd też ambona zajmuje centralne miejsce w kościele, a w stosunku do niej ustawione są ławki.
Światło do środka kościoła wpada przez rzędy półkolistych okien, a na końcu znajduje się wykonany przez cieszyńskiego rzeźbiarza Józefa Prackera sporych rozmiarów, kolumnowy barokowy ołtarz z 1767 roku, ozdobiony rzeźbami czterech ewangelistów (Jana, Łukasza, Marka i Mateusza) oraz czterech aniołów. Całość wieńczy Oko Opatrzności, pod którym do 1918 r. znajdował się orzeł habsburski. Pomiędzy kolumnami, na środku ołtarza, umieszczono obraz Ostatnia Wieczerza z 1766 roku, który jest kopią obrazu Macipa Vincentego Juana z XVI wieku wykonaną przez Fryderyka Oesera z Lipska.
Po prawej stronie ołtarza stoi kopia popiersia króla szwedzkiego Karola XII, podarowana przez szwedzkich ewangelików w 1935 roku. Przypomina ona o wstawiennictwie króla szwedzkiego u cesarza Józefa I, dzięki któremu mogły powstać kościoły łaski. Z kolei kopia malowanego portretu Karola XII została podarowana przez króla Szwecji Gustawa V i obecnie znajduje się w zakrystii. Po lewej stronie ołtarza zaś, znajduje się klasycystyczna chrzcielnica w kształcie krytego kielicha.
Poza ołtarzem innym dziełem Józefa Prackera jest także ambona, nad którą umieszczona jest rzeźba Zmartwychwstałego Chrystusa z 1782 r. W tylnej części kościoła znajduje się dwukondygnacyjny chór, na którym w późnobarkowej szafie po organach Franza Horziczki z Frydku ulokowano w 1923 największe na Śląsku Cieszyńskim organy firmy Oscara Walckera z Frankfurtu o trakturze pneumatycznej opartej na wiatrownicach kieszeniowych (Taschenlade), mające 2076 piszczałek rozdzielonych pomiędzy 4 sekcje (3 manuały oraz pedał). Do dziś z pierwotnych organów zachowało się kilkadziesiąt sztuk piszczałek.

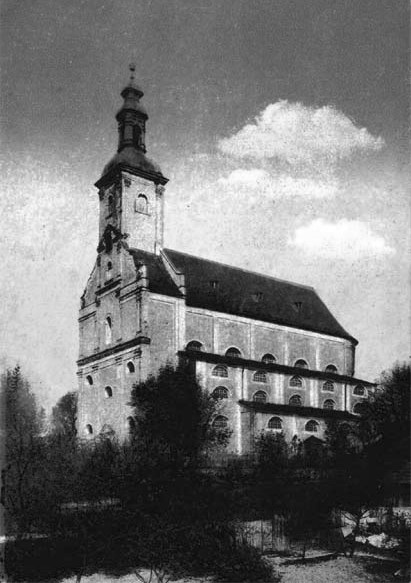
Kościół Jezusowy ok. 1907
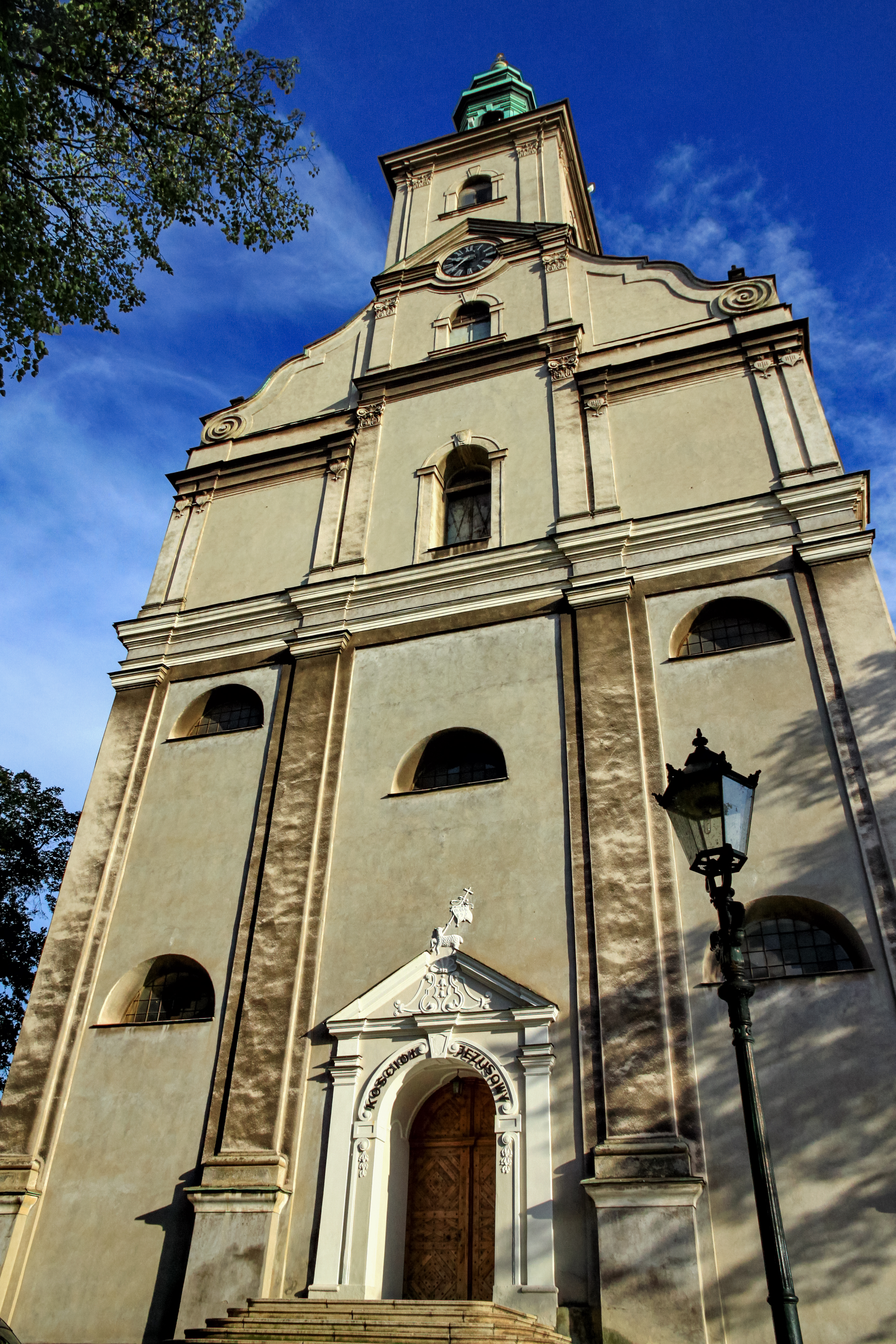
Fasada kościoła
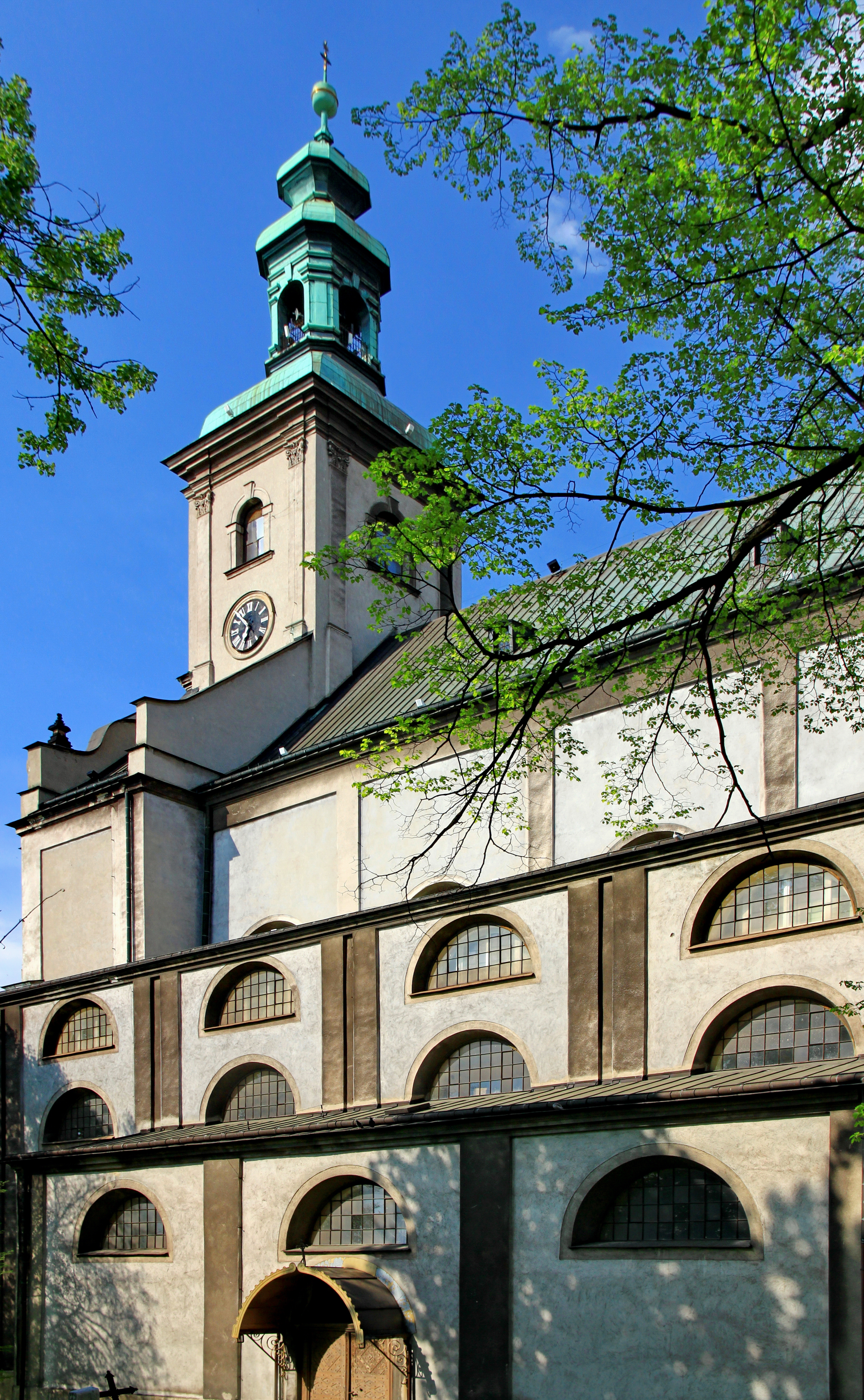
Elewacja boczna
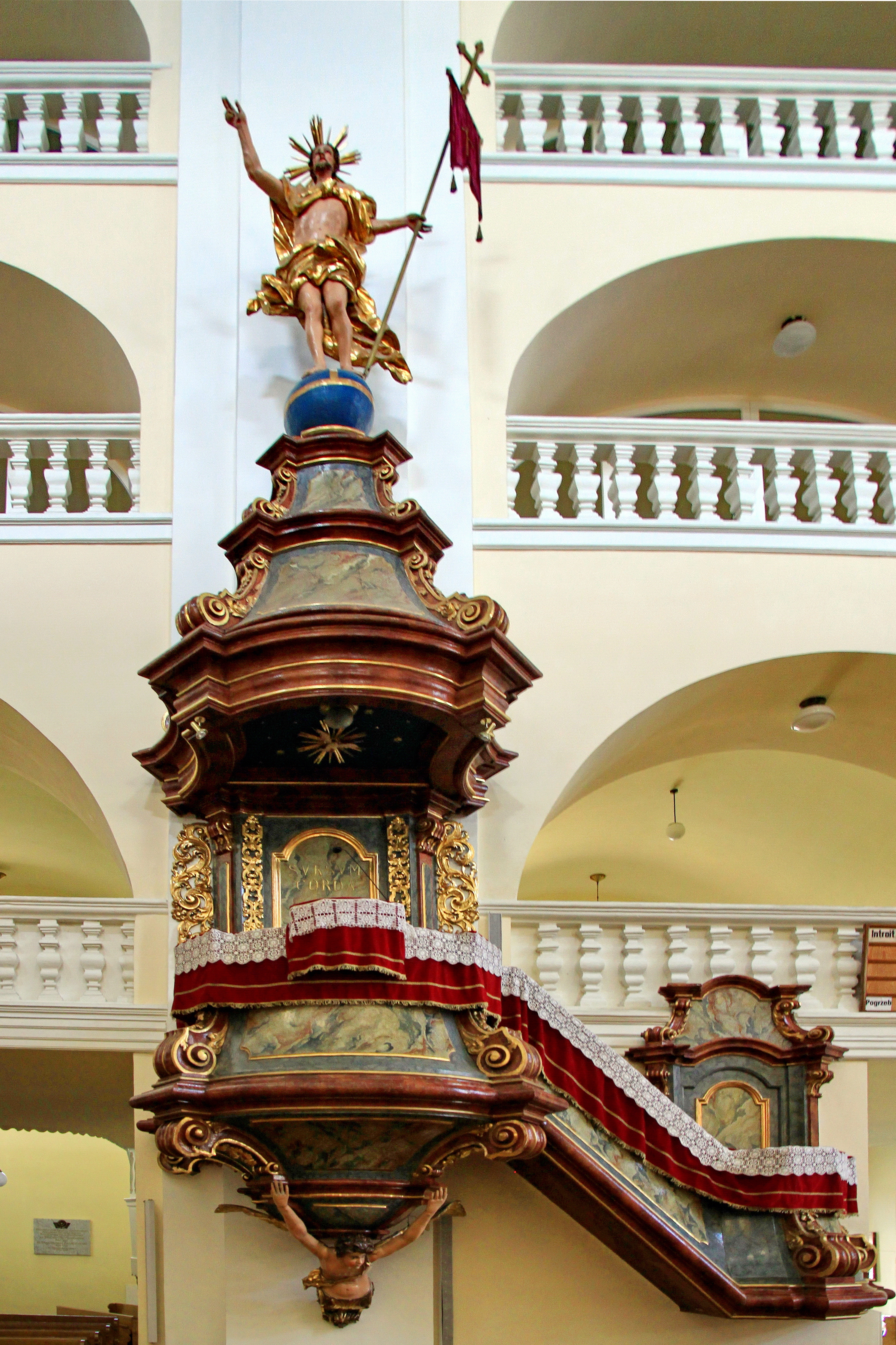
Ambona
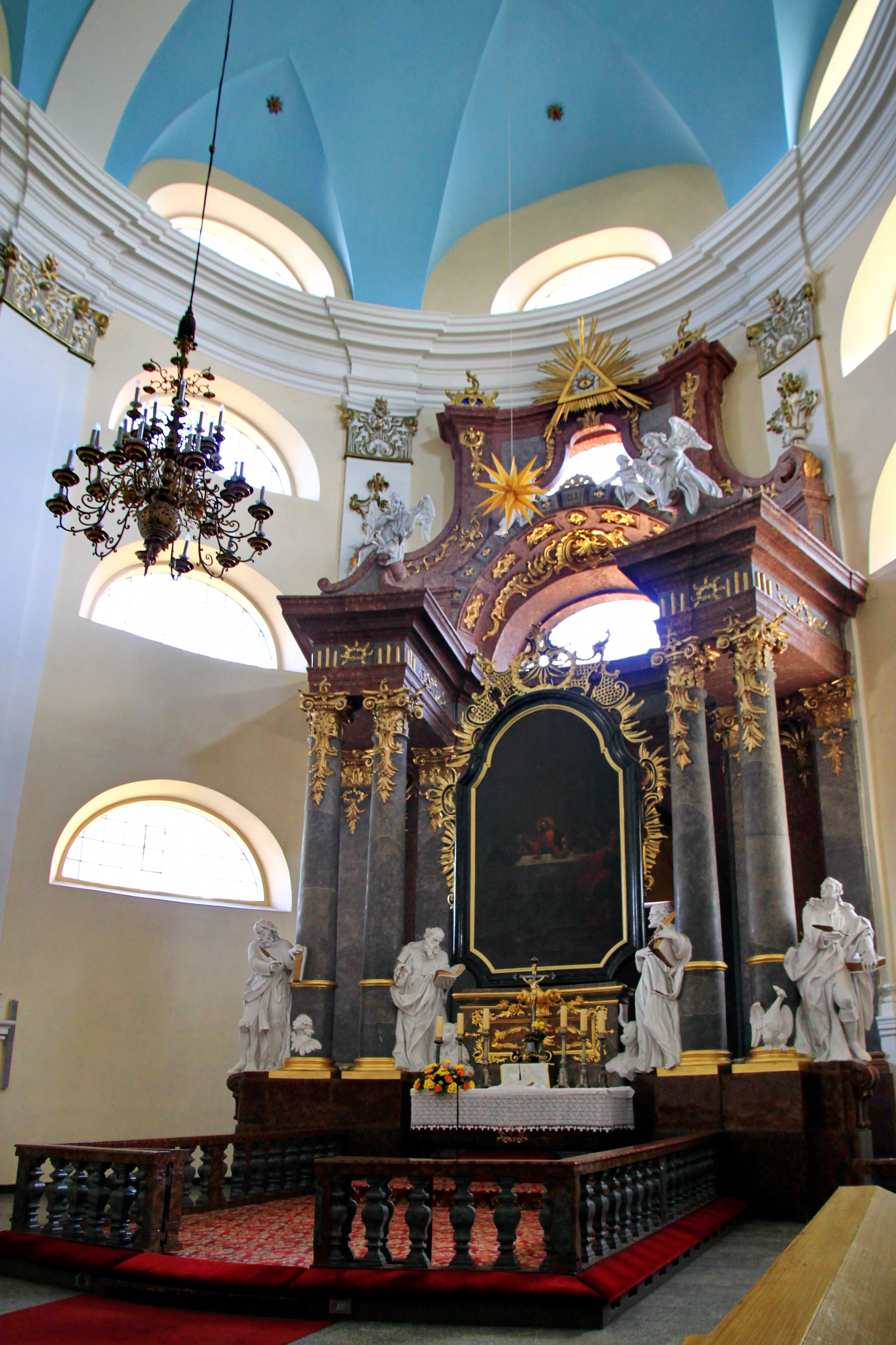
Prezbiterium
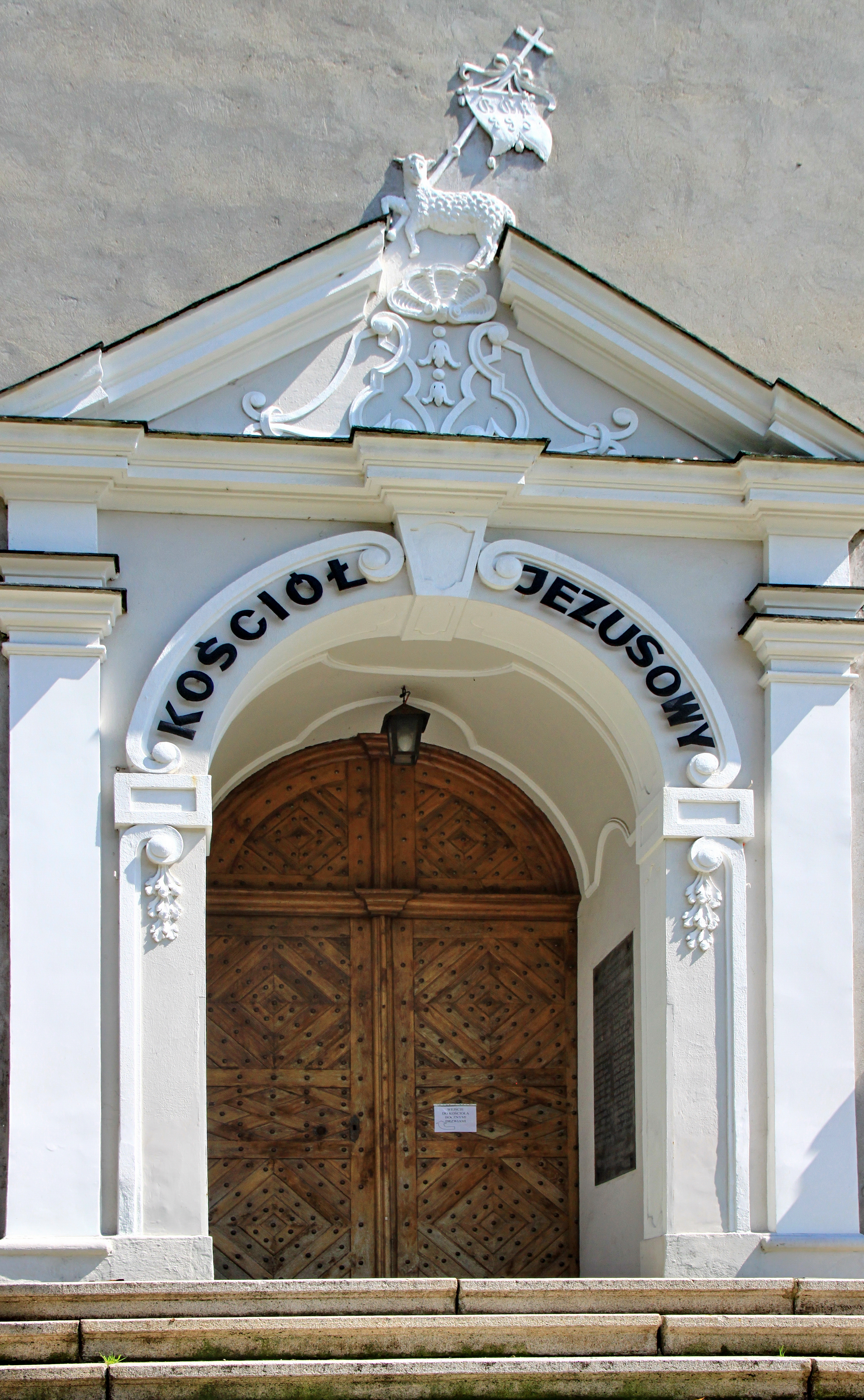
Portal z reliefem Baranka

## Bezpośrednie otoczenie kościoła
Obok kościoła znajduje się dawny cmentarz ewangelicki, który pełni również funkcję parku, kilka drzew tak starych jak sam kościół (chronione jako pomniki przyrody) oraz tzw. „stara pajta”, czyli dawna szkoła ewangelicka z 1725 r., której najbardziej znani wychowankowie to: Paweł Stalmach, Andrzej Cinciała, Oskar Michejda i Jan Śliwka. W pobliskim budynku znajduje się również słynna Biblioteka Tschammera, która poszczycić się może ponad 17 000 tomami wartościowych ksiąg, w tym cennymi starodrukami i kilkoma inkunabułami.

## Osoby związane z Kościołem Jezusowym

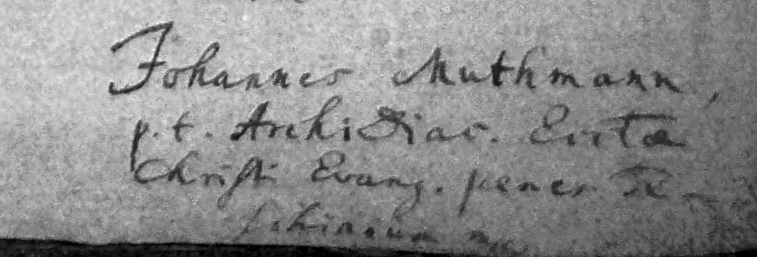
Autograf Muthmanna

- Jan Muthmann (1685–1747) – pierwszy polski pastor, pietysta, autor pierwszej polskiej książki na Śląsku Cieszyńskim,
- Johann Adam Steinmetz (1689–1762) – niemiecki pastor, pietysta, pedagog,
- Samuel Ludwik Zasadius lub Sassadius (1695–1755) – polski pastor, pietysta,
- Jiří Sarganek (1702–1743) – ewangelicki nauczyciel, autor czeskich i niemieckich pism religijnych, pietysta,
- Jan Traugott Bartelmus (1735–1809) – superintendent Moraw, Śląska Austriackiego i Galicji, członek konsystorza,
- Leopold Marcin Otto (1819–1882) – polski pastor i działacz narodowy,
- Gottlieb Biermann (1824–1901) – nauczyciel w gimnazjum ewangelickim, historyk Śląska Cieszyńskiego,
- Jan Śliwka (1823–1874) – polski nauczyciel i działacz narodowy,
- Theodor Karl Haase (1843–1909) – niemiecki pastor, superintendent i liberał,
- Jan Pindór (1852–1924) – polski pastor, tłumacz licznych pism religijnych,
- Karol Kulisz (1873–1940) – pastor, męczennik, działacz ruchu społecznościowego,
- Andrzej Cymorek (1882–1965) – sekretarz zboru, działacz ruchu społecznościowego,
- Alfred Jagucki (1914–2004) – pastor, działacz ruchu społecznościowego.